# Nezihe Muhiddin
Nezihe Muhiddin, née en 1889 à Constantinople et morte le 10 février 1958 dans la même ville, est une femme de lettres, militante politique, suffragette et féministe turque.

## Biographie
Elle est née en 1889 à Constantinople, fille d'un magistrat. Elle devient enseignante, tout en publiant des articles dans la presse, notamment sur la place des femmes dans la société, et l'importance de renforcer les possibilités de formation des jeunes femmes.
Elle publie son premier roman, Şebâb-ı Tebah [Jeunesse en fuite], en 1911. En 1912, elle participe à la fondation de l'Association de protection des femmes turques ottomanes, et en devient la secrétaire générale.
Durant la période de transition qui suit la chute de l'Empire ottoman après la Première Guerre mondiale et le début de la République, Nezihe Muhiddin est une « figure centrale au sein des suffragettes turques », rédactrice en chef du journal Türk Kadın Yolu (tr). Elle y relève en particulier que les Jeunes-Turcs, mouvement politique initié par de jeunes officiers militaires, au pouvoir dans cet Empire ottoman depuis 1908, qui avaient promis d'importer de France les valeurs de liberté, d'égalité et de fraternité, ont échoué en ce qui concerne les droits des femmes.
En mi-année 1923, elle a un rôle important dans la création du Parti des femmes du peuple (Kadınlar Halk Fırkası (tr)). Mais en octobre de la même année, Mustafa Kemal, dit Atatürk, issu du mouvement des Jeunes-Turcs, proclame la république de Turquie (marquant la fin de l'Empire ottoman) et impose un système de parti unique. Le Parti des femmes du peuple est interdit puis transformé en association, l'Union des femmes turques (Türk Kadınlar Birliği ou TKB).
Au moyen du journal Türk Kadın Yolu (tr), l'Union renseigne son lectorat sur son action, organise des débats sur le féminisme, renseigne sur les droits obtenus dans d'autres pays et publie les courriers échangés avec des suffragettes étrangères. L'association défend l'octroi de droits politiques pour les femmes, leur intégration dans les sphères sociales et économiques, de même que la possibilité pour elles de servir dans l'armée, ce qui supposerait une éducation égale à celle que reçoivent les garçons.
Mustafa Kemal Atatürk est président de 1923 à 1938. Nezihe Muhiddin est contrainte en 1927 de quitter la présidence de l'Union des femmes turques. Maître du pays, qu'il souhaite moderniser et occidentaliser, Mustafa Kemal Atatürk accorde en parallèle de nombreux droits aux femmes, notamment le droit de vote aux élections nationales en 1934. L'année suivante, l'Union s'auto-dissout, ses nouvelles dirigeantes affirmant avoir désormais obtenu satisfaction sur les droits politiques des femmes, et le pouvoir politique étant désireux de contrôler les revendications féministes,,,.
Nezihe Muhiddin est menacée, méprisée et écartée par une série de poursuites, tant par les autorités de l'État que par ses anciennes compagnes au sein du mouvement féministe. Contrainte de se retirer de ses activités militantes et politiques, elle se consacre à l"écriture. Elle écrit ainsi des centaines de nouvelles, des pièces de théâtre, des opérettes et des scénarios de films.
Elle meurt en 1958 dans un hôpital psychiatrique d'Istanbul, l'hôpital La Paix,.